# CityRail
CityRail es una división de RailCorp, una corporación estatal del gobierno del estado de Nueva Gales del Sur, Australia. Es responsable del servicio de trenes suburbanos y regionales que operan entre y alrededor de las ciudades de Sídney, Newcastle y Wollongong, las tres mayores ciudades de Nueva Gales del Sur.
La construcción de lo que ahora es la red CityRail comenzó en 1855. Hoy es reconocida como una de las más complejas y extensas redes de trenes de cercanías del mundo con 302 estaciones y 2.060 km de vías férreas, operando además en el Hunter Valley y el área de Shoalhaven.

## Líneas
Para 2006, la red de CityRail comprendía 11 líneas suburbanas, 4 líneas interurbanas y 1 línea regional.

### Líneas suburbanas

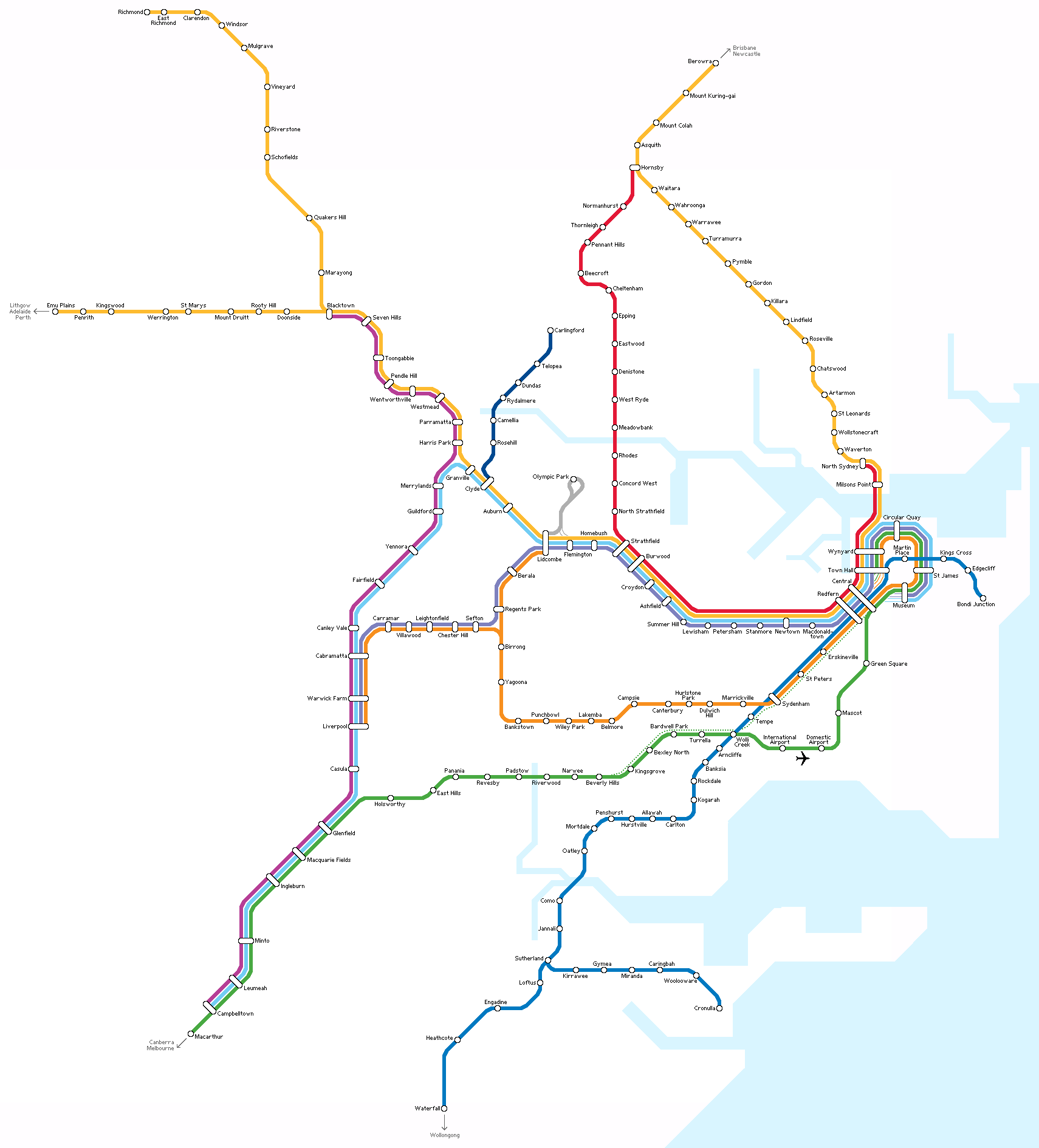
Red de trenes de cercanías de CityRail.

■ Línea de los suburbios del Este e Illawarra - Entre la estación Bondi Junction y Waterfall/Cronulla. Esta línea incluye:
- la Línea de los suburbios del Este.
- la Línea Illawarra.
- la Línea Cronulla.

■ Línea Bankstown - Entre la estación Central de Sídney y Liverpool/Lidcombe, via City Circle y Bankstown.

■ Línea Inner West - Entre la estación Central de Sídney y Bankstown/Liverpool, via City Circle y Strathfield.

■ Línea Airport & East Hills - Entre la estación Central de Sídney y Macarthur, via City Circle y Wolli Creek.

■ Línea Sur - Entre la estación Central de Sídney y Campbelltown, via City Circle and Granville.

■ Línea Cumberland - Entre Blacktown y Campbelltown.

■Línea Oeste - Entre la estación Central de Sídney y Emu Plains/ Richmond. Esta línea incluye:
- la Línea Richmond.

■ Línea North Shore - Entre la estación Central de Sídney y Berowra. (via Chatswood)

■ Línea Carlingford - Entre Clyde y Carlingford.

■ Línea Olympic Park Sprint - Entre Lidcombe y Olympic Park.

■ Línea Norte - Entre North Sydney y Hornsby (via Strathfield).

### Líneas interurbanas

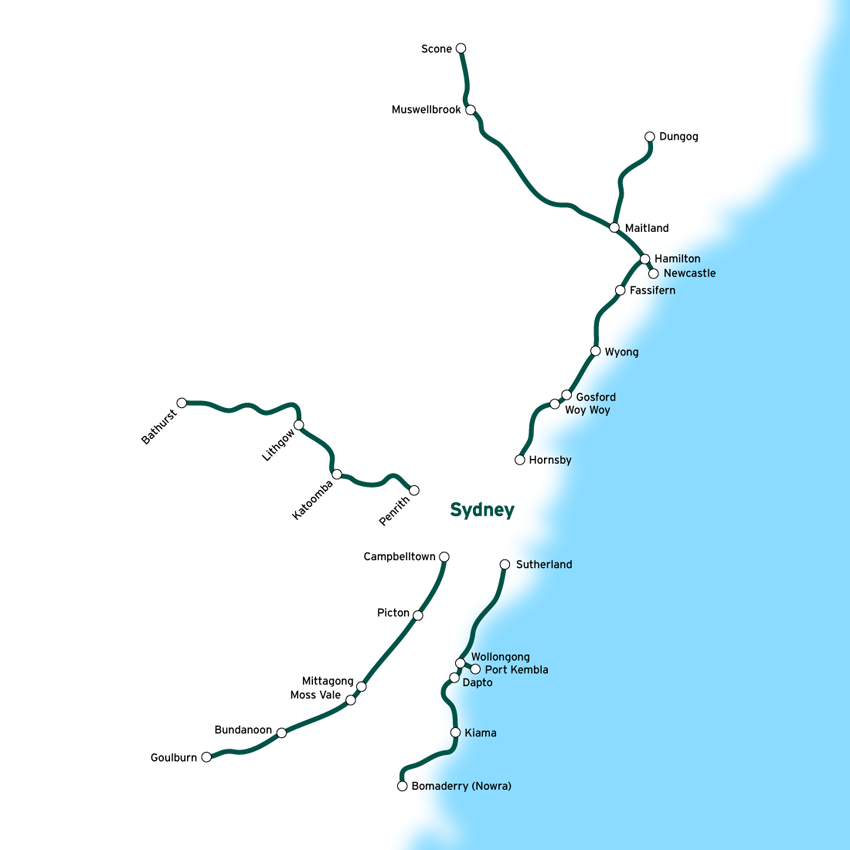
Mapa con la red de tres interurbanos de CityRail.

■ Línea de la Costa Sur - Entre la estación Central de Sídney y Nowra.

■ Línea de Southern Highlands - Entre la estación Campbelltown y Goulburn.

■ Línea de Blue Mountains - Entre la estación Central de Sídney y Lithgow.

■ Línea de Newcastle y la Costa Central - Entre la estación Central de Sídney y Newcastle.

### Línea regional
■ Línea Hunter - Entre Newcastle y Telarah, con servicios menos frecuentes a Dungog or Scone.